# ساندولانديا
ساندولانديا بلدية في ولاية توكانتينز في المنطقة الشمالية من البرازيل.